# Hemistomia minutissima
Hemistomia minutissima е вид коремоного от семейство Hydrobiidae.

## Разпространение
Видът е разпространен в Австралия (Лорд Хау).